# Palle Huld
Palle Huld (Hellerup, 2 d'agost de 1912 - Copenhaguen, 26 de novembre de 2010) fou un actor de cinema danès. El seu viatge al voltant del món a l'edat de 15 anys el 1928 fent de reporter per a un diari danès va inspirar Hergé per crear el seu personatge Tintín.

## Biografia
El diari danès Politiken va convocar un concurs només per a adolescents en ocasió del centenari del naixement de Jules Verne. El guanyador podria fer un viatge al voltant del món, amb l'assistència de l'organització però sense acompanyants, durant un màxim de 46 dies i podent utilitzar tota mena de mitjans de transport, llevat de l'aviació. Hi va haver diversos centenars d'aspirants. Huld tenia aleshores 15 anys i treballava d'administratiu en una botiga de cotxes. Huld va guanyar el concurs i doncs va sortir de viatge l'1 de març de 1928, tot visitant Anglaterra, Escòcia, Canadà, Japó, la Unió Soviètica, Polònia i Alemanya. Als 44 dies va tornar a Copenhaguen on l'esperava una gernació de 20.000 persones per aclamar-lo.
Palle Huld va explicar el seu viatge al voltant de la Terra en el llibre Jorden rundt i 44 Dage ("La volta al món en 44 dies"), que ha estat traduït a 11 idiomes. L'edat del noi, la seva curiosa vestimenta i l'aventura que va protagonitzar, van inspirar Hergé per crear el seu personatge Tintín tot just l'any següent (1929).
Després d'una estada d'estudis al Canadà entre 1928 i 1931, el 1932 va ser acceptat a l'Escola Reial de Teatre de Dinamarca, d'on va esdevenir actor fix el 1936. El 1935 va viatjar en moto per Europa amb Elith Foss, i més tard van repetir l'experiència fins a Teheran. Entre 1933 i 2000, Palle Huld aparegué en 40 pel·lícules. Rebé diversos guardons al llarg de la seva vida, com el Frédéric Schyberg, l'Olaf Poulsen i el Louis Halberstadt. Palle Huld va publicar les seves memòries el 1992 amb el títol Så vidt jeg erindrer ("Així és com ho recordo").